# 3Com
3Com (3Com Corporation) egy amerikai székhelyű cég volt, ami elektronikai eszközöket gyártott, azon belül is főleg számítógépes hálózati eszközeiről volt ismert. 1979-ben alapította Robert Metcalfe, Howard Charney és néhány további informatikai szakember. Metcalfe a 3Com elnevezést a "Computer Communication Compatibility" (magyarul: számítógép, kommunikáció, kompatibilitás) szavakból alkotta, amely egyben meghatározta a vállalat érdekeltségét.
Elsősorban az Ethernet technológia kiaknázására hívták életre, amely lehetővé tette a számítógépek közötti kommunikációs hálózat kialakítását. A korai Ethernet technológia kifejlesztésében Metclafe-nak is komoly szerepe volt.
2010. április 12-én a Hewlett-Packard befejezte a 3Com felvásárlását, amely így már nem létezik önálló cégként.

## Története

### Alapítás és a korai évek (1979–1996)
Robert Metcalfe és társalapítói 1979-ben hozták létre a 3Com vállalatot. Alapítótársai között volt kollégája és barátja, Howard Charney és két további szakember, Yogen Dalal és James White. A cég az 1980-as évek elején az Ethernet specifikációnak megfelelő hálózati eszközöket gyártott az akkori számítógépekhez, köztük a DEC LSI-11, DEC VAX-11 és az IBM PC számára. 
A 80-as évek közepén a 3Com saját Ethernet technológiát fejlesztett ki, amelynek az EtherSeries elnevezést adta, ehhez pedig számos hardvert és szoftvert gyártott, amelyek helyi hálózatot (LAN) és szolgáltatásokat valósítottak meg XNS protokollok használatával. A szolgáltatások az EtherShare (hálózati fájlmegosztás), EtherPrint (hálózati nyomtatás), EtherMail (e-mail szolgáltatás) és Ether-3270 (IBM terminál emulátor) neveket kapták.

### 1997-2000
1997-ben a cég egyesült az USRobotics betárcsázós modemek gyártásról ismert céggel, amely egyben a kézi-számítógépek (PDA) gyártásában úttörőnek számító Palm céget is birtokolta.

### 2001-től
2009-ben a Hewlett-Packard bejelentette, hogy felvásárolná a céget 2,9 milliárd amerikai dollárért. 2010 áprilisában sikeresen befejeződött a felvásárlási folyamat és a cég a Hewlett-Packard vállalatba olvadt. Miután a Hewlett-Packard 2014-ben külön cégbe szervezte ki a személyi számítógépekkel és nyomtatókkal foglalkozó üzletágát HP Inc. néven, és egy másikba a vállalati és hálózati eszközökkel foglalkozó üzletágát Hewlett Packard Enterprise néven, a 3Com a HPE vállalatnál maradt, majd teljes hálózati portfóliójával az Aruba Newtworks elnevezésű cégben landolt.

## Fordítás
- Ez a szócikk részben vagy egészben  a(z)   3Com című angol Wikipédia-szócikk fordításán alapul.  Az eredeti cikk szerkesztőit annak laptörténete sorolja fel. Ez a jelzés csupán a megfogalmazás eredetét és a szerzői jogokat jelzi, nem szolgál a cikkben szereplő információk forrásmegjelöléseként.